# Nefriti
Nefriti (Deens: Nofret) is een Deense stripreeks, gemaakt door striptekenaar Sussi Bech, over de Kretenzische prinses Nefriti. De serie speelt zich af rond 1350 v.Chr. in het oostelijk Middellandse Zeegebied en behandelt de politieke en religieuze intriges van die tijd.

## Inhoud
Het verhaal in de eerste drie albums vertelt dat Nefriti en haar zus Kiya door piraten worden ontvoerd en verkocht aan slavenhandelaren in de Levant. Nefriti wordt gedwongen te trouwen met een rijke koopman uit Babylon, maar weet te ontsnappen naar Egypte. Hier komt ze terecht in de Tempel van Amon, waar ze geleidelijk steeds hogere posities verwerft.
In latere delen keert Nefriti terug naar Kreta, en komt later in het Hettitische rijk, Ugarit en Byblos terecht. Uiteindelijk komt ze terug in Egypte en raakt verwikkeld in de machtsstrijd aan het hof van farao Achnaton.

## Ontvangst
In Denemarken zijn er meer dan 80.000 exemplaren van de serie verkocht. De serie heeft verschillende prijzen ontvangen: in 1990 werd De stier van Minos uitgeroepen tot beste Deense strip van 1989-90 op de Deense stripconferentie Det dankse Tegenseriekonvent, en Nefriti werd op hetzelfde evenement uitgeroepen tot Deens stripfiguur van het jaar. In 1992 en 1995 werd Nefriti opnieuw uitgeroepen tot Deens stripfiguur van het jaar.
Vier van de albums (deel 2-5) zijn in het Nederlands gepubliceerd door uitgeverij Loempia. Ook in Zweden, Groot-Brittannië, Frankrijk en Indonesië zijn delen van de reeks gepubliceerd.

## Albums
1. Flugten fra Babylon, 1986
2. Amons gemalinde (De sarcofaag van Amon), 1987
3. Kætterkongens hof (Aton), 1988
4. Den sidste Minos (De stier van Minos),  1989
5. Rejsen til Hattusas (In het land van de Hettieten), 1991
6. Den hemmelige traktat, Carlsen 1992
7. Med døden om bord, Carlsen 1993
8. Gravrøverne, 1995
9. Nattens hævner, 1998
10. Kiya, 2001
11. Bagholdet i Tempelsøen, 2004
12. Nilens fange, 2011
13. Tutankhamon, 2022

Buiten de hoofdserie:
- Slave i Levanten, 2019 (een speciale uitgave met het oorsprongsverhaal van Nefriti)